# Mechthild von Hackeborn

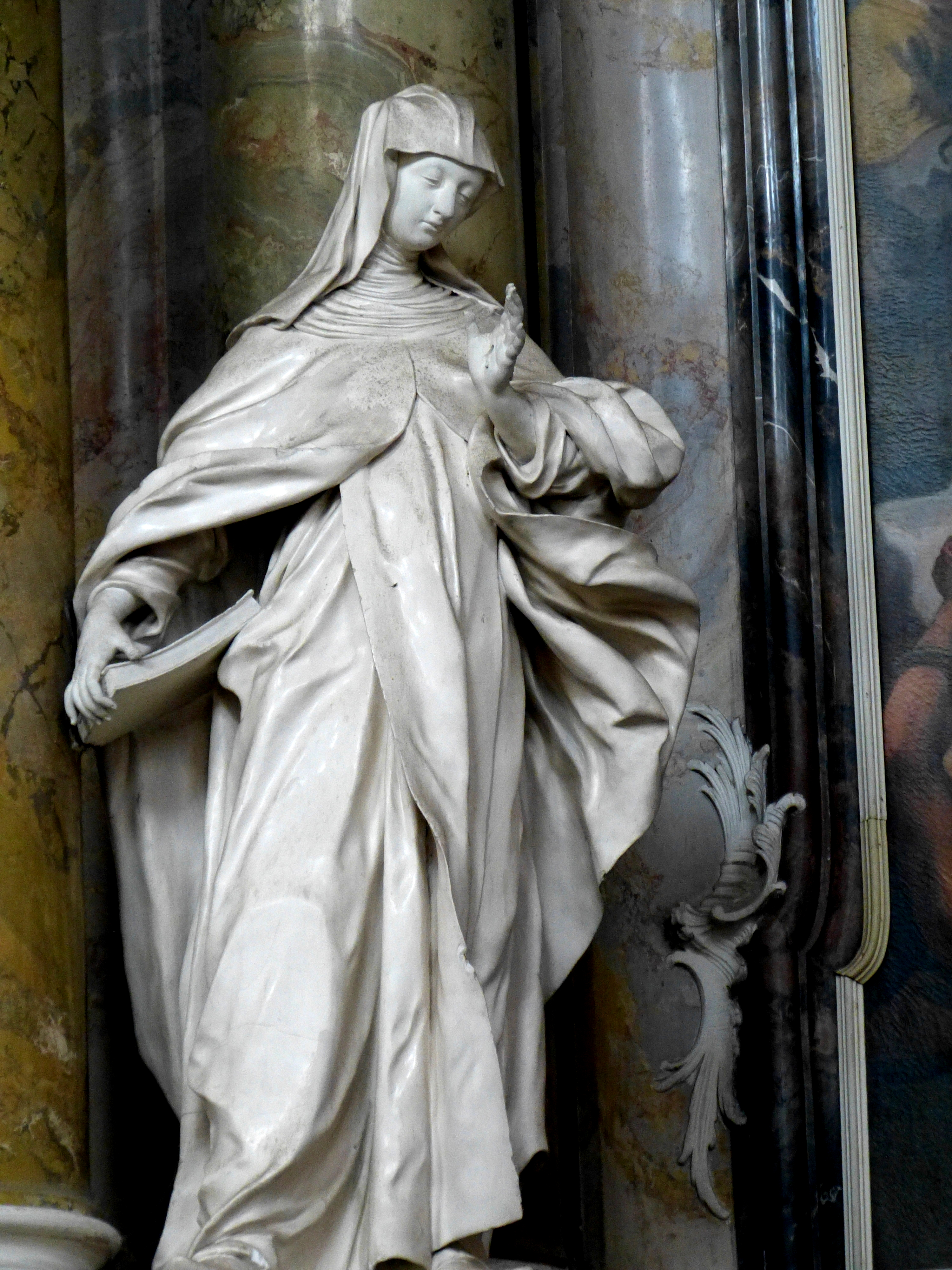
Statue der hl. Mechthild am Nepomukaltar von 1760 in der Stiftskirche Engelszell

Mechthild von Hackeborn, auch Mechthild von Helfta (* 1241 auf Burg Helfta bei Eisleben; † 19. November 1299 im Kloster Helfta), war eine Zisterzienserin und Mystikerin. Sie wird in der römisch-katholischen Kirche als Heilige verehrt; ihr Gedenktag in den Eigenkalendern der Benediktiner, Zisterzienser und der Trappisten ist der 19. November.

## Leben
Mechthild entstammte dem ostsächsischen Adelsgeschlecht von Hackeborn. Im Alter von sieben Jahren kam sie als Klosterschülerin in das 1229/1234 auf mansfeldischem Grundbesitz gegründete Zisterzienserinnenkloster Rossdorf und wurde zunächst ihrer älteren Schwester Gertrud von Hackeborn, die später ebenfalls kanonisiert wurde, zur Erziehung übergeben. Gertrud stand ab 1251 dem Kloster als Äbtissin vor, das 1258 auf das Anwesen ihrer Familie nach Helfta verlegt wurde.
Gegen den Willen ihrer Mutter habe Mechthild verlangt, bei den Nonnen zu leben und sei weder durch Drohungen noch durch gutes Zureden davon abzubringen gewesen. Seit dieser Zeit blieb sie im Kloster und habe mit „erhabener Süßigkeit stets in Gott“ frohlockt. Noch im selben Jahr trat Mechthild dem Konvent bei. Aufgrund ihrer Charaktereigenschaften und Begabungen (biographische Aufzeichnungen heben Demut, Eifer und Liebenswürdigkeit hervor, außerdem ihre große Hingabe an das Gebet, musikalische Begabung und eine schöne Stimme) machte man sie zur Chorleiterin. Später hatte Mechthild das Amt der Novizenmeisterin und die Leitung der Klosterschule inne. Ab 1261 war ihr auch die Erziehung der hl. Gertrud anvertraut.
Mechthild verfasste mehrere Gebete. Daneben geht die Übung, tägliche drei Ave Maria zum Gedächtnis des Wirkens der allerheiligsten Dreifaltigkeit zu beten, auf eine Vision der hl. Mechthild zurück. In dieser Vision sagte ihr die Gottesmutter selbst ihren Beistand in der Todesstunde zu, wenn Mechthild ihr diesen Wunsch erfülle. Auch zur Entwicklung der Herz-Jesu-Frömmigkeit trugen Mechthilds Visionen bei.
Nach langer schwerer Krankheit starb Mechthild im Alter von 58 Jahren im Ruf der Heiligkeit. Im sechsten Band des Buches der besonderen Gnade heißt es zu ihrem Tode: „Als ihre Stunde gekommen war, sagte der allmächtige Gott, der einzige Trost der Seele, die ihn liebt, zu ihr: ‚Venite vos, benedicti Patris mei … Kommt her, die ihr von meinem Vater gesegnet seid, nehmt das Reich in Besitz,‘ und nahm sie auf in seine Herrlichkeit.“

## Patrozinien
Die St.-Mechthild-Kirche in Westeregeln (Sachsen-Anhalt) trägt das Patrozinium der heiligen Mechthild von Hackeborn. In Hakeborn ist der Mechthildplatz nach ihr benannt, die dortige St.-Mechthild-Kapelle wurde profaniert.

## Rezeption
Der Dichter Dante Alighieri ließ sich für die Beschreibung des Berges der Läuterungen in seiner Göttlichen Komödie vom Aufstieg der Seele, wie ihn Mechthild beschrieb, inspirieren.

## Liber specialis gratiae
Im Liber specialis gratiae („Buch der besonderen Gnade“) zeichneten Mechthilds Mitschwestern fast ausschließlich Erlebnisse Mechthilds nach ihrem 50. Lebensjahr auf. Schilderungen von Ereignissen vor dem Eintritt ins Kloster sind, abgesehen von einigen Bemerkungen zu ihrer Kindheit, sehr selten. Das erste Buch ist eine Wiedergabe dessen, was Mechthild ihren Mitschwestern anvertraute, geordnet nach den Festen des Kirchenjahres. Im Anhang des fünfteiligen Werkes wird über die letzten Lebenstage Mechthilds und ihrer leiblichen Schwester, der Äbtissin Gertrud von Hackeborn, berichtet. Das sechste Buch handelt nur von Gertrud von Hackeborn. 1503 studierte der Volksprediger und Lesemeister im Leipziger Dominikanerkloster Marcus von Weida zusammen mit der Herzogin Sidonie von Böhmen in Tharandt dieses Werk und sie veranlasste ihn, den Druck „des vortrefflichen Buches“ bei Melchior Lotter durchführen zu lassen.
Vermutlich war Gertrud die Große an der Abfassung der Schrift beteiligt, die handschriftlich verbreitet und überarbeitet wurde und 1877 in zwei Bänden unter dem Titel Revelationes Gertrudianae et Mechtildianae (‚Die Gertrudschen und Mechthildschen Offenbarungen‘) erneut gedruckt wurden. Zusammen mit Mechthild von Magdeburg und Gertrud von Helfta gehört Mechthild von Hackeborn zu den großen deutschen Mystikerinnen. Das Buch der besonderen Gnade soll zunächst ohne Mechthilds Wissen auf Anweisung der Äbtissin Sophie von Querfurt niedergeschrieben, die Verbreitung der Schrift jedoch später von Mechthild autorisiert worden sein.
Mechthild spricht über typisch brautmystische Themen. Sie fühle sich wie Wachs, das durch das Feuer der Liebe Jesu geschmolzen werde. Jesus schmiege sich ganz an sie, drücke seinen rosenfarbenen Mund ihrem Mund ein und vereinige sein Herz mit ihrem. An anderen Stellen wird beschrieben, wie sie das Christkind wiegte, wie sie von einem Geschoss verwundet wurde, das von einem Kreuz ausging, wie sie sich mit Gott zu Bett legte und zahlreiche weitere Gnadenerweise.
Größeren Raum nehmen die Darstellungen des Jesuskindes ein. In visionärem Erleben drückte Mechthild das Jesuskind so fest an sich, dass sie seinen Pulsschlag hörte, den sie nach Boyenaems medizinisch korrekt beschrieb.
In ihrem Werk lobt Mechthild ihre Kasteiungen. In einer ihrer Visionen hörte sie einmal „einen gar süßen Ton am Himmel widerhallen von dem Schall der Disciplin, welche zu jener Stunde die Schwestern für das gemeinschaftliche Heil empfingen. Bei dem Laute dieses Schalls jubelten die Engel Beifall, die Dämonen, welche die Seele peinigten, entflohen weithin, die Seelen wurden von ihren Strafen erlöst, und die Ketten der Schuld gebrochen.“ Nach dem Hören leichtfertiger Lieder und weltlicher Gesänge sei Mechthild einmal in Gottesliebe entflammt. Sie wollte Gott einen Ersatz bieten für das Ärgernis dieser Lieder und legte daher Glasscherben in ihr Bett und wälzte sich so lange darin, bis sie ihre Haut zerschunden hatte und vor Schmerzen fast bewegungsunfähig war.

## Ausgaben
- Liber spiritualis gracie (sic!) Handschrift der redactio brevior aus dem Kreuzherrenkonvent Marienfrede bei Wesel 1489 (online)
- Der heiligen Mechtildis, Jungfrau aus dem Orden des heiligen Benediktus, Buch besonderer Gnade. Aus dem Lateinischen nach der Ausgabe der Benediktiner von Solesmes von J. Müller. Regensburg: Manz 1880.
- Das Buch vom strömenden Lob. Übersetzung von Hans Urs von Balthasar, Herder, Freiburg i.Br. u. a. 2001, ISBN 3-451-27613-5. (Frühere Ausgaben: Johannes-Verlag, Einsiedeln 1955 u. 1986.)